# David Conrad
Pour les articles homonymes, voir Conrad.
David Conrad, né le 17 août 1967 à Pittsburgh, en Pennsylvanie, est un acteur américain.

## Biographie
Fils de Jim Conrad, ingénieur et de Margaret Conrad, bibliothécaire, il est le 3e et dernier enfant de la famille.
David Conrad est entré à l'École Kiski (pensionnat privé pour garçons) où tous les programmes universitaires sont destinés à préparer les enfants à la faculté.
Il a ensuite intégré l'Université Brown afin d'y étudier le théâtre. Il obtient son diplôme à la Juilliard School de New York en 1995.
Il a fait partie du groupe Black 47.

## Filmographie

### Cinéma
- 1993 : Darkness : Vampire
- 1996 : Under Heat : Simon
- 1997 : Blanche-Neige: Le plus horrible des contes (Snow White: A Tale of Terror) : Dr Peter Gutenberg
- 1998 : Loin du paradis (Return to Paradise) : Tony Croft
- 1999 : The Weekend : Lyle
- 2000 : Les Chemins de la dignité (Men of Honor) : Lt. / Cmdr. / Capt. Hanks
- 2003 : Anything else, la vie et tout le reste (Anything Else) : Dr. Reed
- 2005 : Serial noceurs (Wedding Crashers) : Trap
- 2005 : Dumpster : Francis Kramer
- 2007 : Crazy : Ryan Bradford
- 2008 : Follow the Prophet (en) : Roger Coldon
- 2011 : Think of Me : Ted
- 2023 : Basic Psych

### Télévision

#### Séries télévisées
- 1996–1997 : Relativity : Leo Roth (17 épisodes)
- 1999–2001 : Roswell : Agent Nathan Blair Pierce (5 épisodes)
- 2003 : Boston Public : Dave Fields (7 épisodes)
- 2003 : Miss Match : Michael Mendelson (18 épisodes)
- 2005–2010 : Ghost Whisperer : Jim Clancy puis Sam Lucas (parfois interprété par Kenneth Mitchell), le mari de Melinda Gordon (107 épisodes)
- 2005 : Dr House : Marty Hamilton (saison 1, épisode 9)
- 2010 : Les Experts : Miami : Gary Chapman (saison 9, épisode 8)
- 2011 : The Good Wife : Juge Clark Willard (saison 3, épisode 5)
- 2012 : The Firm : Ben Wilson (saison 1, épisode 18 et 19)
- 2013 : New York, unité spéciale : l'agent de police West (saison 15, épisode 4)
- 2013–2018 : Agents of S.H.I.E.L.D. : Ian Quinn (8 épisodes)
- 2015 : Castle : Dans la ligne de mire (saison 7, épisode 18) : Frank Kelly
- 2016 : Masters of Sex : Mike Schaeffer

#### Téléfilms
- 1999 : La Saison des miracles (A Season for Miracles) : Nathan Blair, le capitaine de police
- 2003 : L.A. Confidential : Det. Ed Exley
- 2004 : Beck and Call : Matthew
- 2006 : The Time Tunnel : Doug Phillips
- 2012 : Beautiful People : Jerry
- 2015 : The Curse of the Fuentes Women : Max